# Melinda auriceps
Melinda auriceps är en tvåvingeart som först beskrevs av Malloch 1930.  Melinda auriceps ingår i släktet Melinda och familjen spyflugor.
Artens utbredningsområde är Samoa. Inga underarter finns listade i Catalogue of Life.